# الحرب الروسية البولندية (1654–1667)
الحرب الروسية البولندية بين عامي 1654 و1667، وتُدعى أيضًا حرب الثلاثين عامًا والحرب الشمالية الأولى والحرب حول أوكرانيا أو الطوفان الروسي، هي صراع رئيس بين القيصرية الروسية والكومنولث البولندي الليتواني. بين عامي 1655 و1660، شمل الصراع غزوًا من مملكة السويد أيضًا، وُعرفت تلك الفترة في بولندا باسم «الطوفان» أو الطوفان السويدي. ويُشار إلى تلك الفترة أيضًا باسم الطوفان الروسي السويدي.
عانى الكومنولث بداية من خسائر فادحة، لكن تغيّر الوضع لاحقًا وانتصر في معارك حاسمة. في المقابل، لم يستطع الكومنولث الاستمرار في هذه الحرب الطويلة جراء الاقتصاد المتدهور. واجه الكومنولث أيضًا أزمات داخلية وحربًا أهلية، فاضطر إلى توقيع هدنة. انتهت الحرب بحصول القيصرية الروسية على مكاسب إقليمية كبيرة، وكانت الحرب دليلًا على بداية بروز روسيا بصفتها قوة عظمى في أوروبا الشرقية.

## خلفية تاريخية

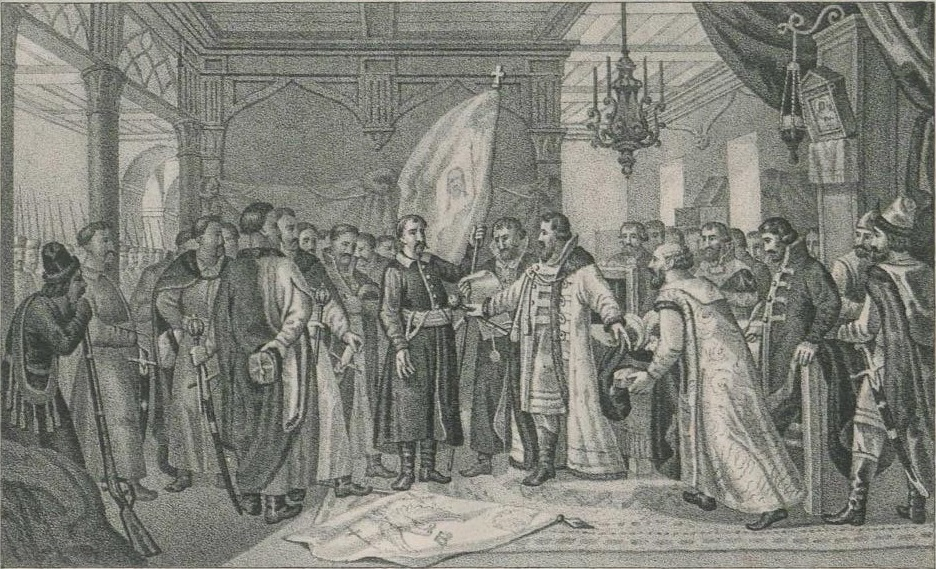
القوزاق وبوهدان خميلينتسكي يعلنون الولاء لروسيا والقيصر أليكس الأول

اندلع الصراع إثر انتفاضة خميلينتسكي في صفوف القوزاق الزاباروجيين ضد الكومنولث البولندي الليتواني. التجأ قائد القوزاق، بوهدان خميلينتسكي، إلى الدعم الخارجي من قيصر روسيا أليكس الأول، ووعده بالتحالف معه.
كان مجلس زيمسكي عام 1651 مستعدًا لقبول القوزاق ضمن مجال تأثير موسكو، واستعد الروس أيضًا لدخول الحرب ضد الكومنولث البولندي الليتواني، لكن القيصر انتظر حتى عام 1653، عندها وافق مجلس جديد على ضم محمية أوكرانيا إلى قيصرية روسيا. أقر القوزاق تلك الاتفاقية في مجلس بيرياسلاف، وأصبحت الحرب الروسية البولندية أمرًا حتميًا لا مفر منه.

## غزو الكومنولث
في شهر يوليو من عام 1654، استولى الجيش الروسي البالغ تعداده 41 ألف جندي على حصني بيلي ودوروغوبوج، وحاصر مدينة سمولينسك. كان الجيش اسميًا تحت قيادة القيصر، لكن قادته الفعليين هم الأمراء ياكوف تشيركاسكي ونيكيتا أودوفيكسي وإيفان خوفانسكي.
لم يكن حصار سمولينسك بهذه البساطة، فتعرّض الروس لتهديدٍ دائم من الهيتمان الأمير يانوش رادجيفيو، الذي تحصّن في أورشا غرب سمولينسك، برفقة 10 آلاف جندي. استولى تشيركاسكي على أورشا، واستطاعت قواته تحت قيادة الأمير يوري بارياتينسكي إجبار رادجيفيو على الانسحاب خلال معركة شكلوف الواقعة في الثاني عشر من شهر أغسطس (والتي وقعت خلال كسوفٍ شمسي، فادعى الطرفان فوزهما في المعركة). هُزم رادجيفيو مجددًا في معركة شيبيليفيتشه بعد اثني عشر يومًا. وعقب ثلاثة أشهر من الحصار، وقعت سمولينسك في يد الروس في الثالث والعشرين من سبتمبر.
أثناء ذلك، قاد الأمير أليكسي تروبيتسكوي الجناح الجنوبي للجيش الروسي من بريانسك نحو أوكرانيا. استطاع الجيش الروسي التوغل في المنطقة الواقعة بين نهري دنيبر وبيريزينا على الفور، فاستولى تروبيتسكوي على مستسلافل (بالروسية) وروسلافل، بينما استولى حلفاؤه الأوكرانيون على غوميل. أما على الجبهة الشمالية، فاتجه في. بي. شيريميتيف نحو بسكوف واستولى على مدن نيفيل (في الأول من يوليو) وبولوتسك (في السابع عشر من يوليو) وفيتيبسك (في السابع عشر من نوفمبر) الليتوانية.
ثم اكتسحت قوات القيصر في شهر ديسمبر ليفونيا البولندية، وأسست قواعد لها في لودزا وريزيكني. في تلك الأثناء، هاجمت قوات خميلينتسكي والبويار الروسي بتورلن منطقة فولينيا. وعلى الرغم من الخلافات العديدة بين القادة، لكنهم استطاعوا الاستيلاء على مدينتي أستروه وروفنو في نهاية ذاك العام.

## حملة عام 1655
في شتاء وربيع العام 1655، شنّ الأمير رادجيفيو حملة هجومية مضادة في بيلاروسيا، واستطاع استعادة أورشا وحصار موغيليوف، واستمر الحصار ثلاثة أشهر دون نتيجة. في شهر يناير، هُزم شيريميتيف وخميلينتسكي في معركة أوخماتيف، بينما تمكّن جيشٌ بولندي آخر (بمساعدة التتر) من سحق مجموعة من الروس الأوكرانيين في جاشكوف.
ذُعر القيصر من تغيّر مسار الأحداث، وأطلق من موسكو حملة عسكرية هائلة. لم تستطع القوات الليتوانية المقاومة بشكل فعال، واستسلمت في مينسك لجيش القوزاق وتشيركاسكي في الثالث من شهر يوليو. استولى الروس على فيلنيوس، عاصمة دوقية ليتوانيا الكبرى، في الحادي والثلاثين من شهر يوليو. تبع تلك الانتصارات غزو كاوناس وغرودنو في شهر أغسطس.
في تلك الأثناء، أبحر الأمير فولكونسكي من كييف على طول نهري الدنيبر وبريبيات، وأحاط بالقوات الليتوانية واستولى على بينسك أثناء عبوره. اكتسحت قوات تروبيتسكوي سلونيم وكليتسك، بينما لم يحرز شيريميتيف تقدمًا كبيرًا، باستثناء الاستيلاء على فيليج في السابع عشر من شهر يونيو. قاومت الحامية الليتوانية حصار القوزاق في ستاري بيخوف، في المقابل، هاجم خميلينتسكي وبتورلين مدينة لفوف البولندية في سبتمبر، واقتحما لوبلن عقب هزيمة بافل يان سابيخا قرب بريست.

## الهدنة والحملة ضد فيخوفسكي
أدى تقدم القوات الروسية ضمن أراضي الكومنولث البولندي الليتواني إلى غزو بولندا من طرف مملكة السويد عام 1655، في عهد الملك السويدي كارل العاشر.
بدأ أفانسي أوردن–ناشوكن مفاوضات مع البولنديين ووقّع على هدنة لوقف القتال عُرفت بهدنة فيلنا في الثاني من شهر نوفمبر. عقب ذلك، زحفت القوات الروسية نحو ليفونيا السويدية وحاصرت ريغا في الحرب الروسية السويدية (1656–1658)، مسرح الحرب الشمالية الثانية. لم يكن خميلينتسكي ضد الهدنة المؤقتة، بل دعم القيصر في مساعيه لكن حذره من المساعي السرية لبولندا. انتُخب إيفان فيخوفسكي هيتمانًا عام 1657 عقب موت خميلينتسكي، وتحالف مع البولنديين في شهر سبتمبر من عام 1658، وأنشأ دوقية روثينيا الكبرى. تخوّف القوزاق من بداية حرب أهلية جراء توقيع معاهدة مع الكومنولث ومعاهدة بيريسلاف الجديدة مع روسيا عام 1659.
أبرم قيصر روسيا معاهدة فاليرساس مع السويديين، ما سمح له باستكمال الأعمال العدائية ضد البولنديين في أكتوبر عام 1658، وألقى القبض على فينسينتي كورفين غوشيفسكي في معركة فيركياي. في الشمال، أحبط الأمير يوري دولغوروكوف مساعي سابيخا المتمثلة بحصار فيلنيوس في الحادي عشر من شهر أكتوبر. وفي الجنوب، فشل فيخوفسكي الأوكراني في انتزاع كييف من قبضة شيريميتيف، وهي المدينة التي عسكر الروس بها. على أي حال، وفي شهر يوليو من عام 1659، أنزل فيخوفسكي وحلفاؤه تترُ القرم هزائم فادحة بجيش تروبيتسكوي، وحاصروا بعدها مدينة كونتوب.

## نهاية الحرب
في عام 1660، انقلب الوضع لصالح الكومنولث البولندي الليتواني. فبعدما أنهى الملك يان الثاني الحرب الشمالية الثانية ضد السويد من خلال معاهدة أوليفا، ركّز جميع قواه على الجبهة الشرقية. هزم سابيخا وستيفان تشارنيتسكي قوات خوفانسكي في معركة بولونكا في السابع والعشرين من شهر يونيو. ثم هاجم بوتوكي ولوبوميرسكي قوات شيريميتيف في معركة تشدنوف وأرغماه على الاستسلام في الثاني من شهر نوفمبر، بعدما أقنعا يوري خملنيتسكي بالانسحاب في السابع عشر من شهر أكتوبر. أجبرت تلك التحولات القيصرَ على قبول معاهدة كارديس، بصفتها وسيلة لتجنب حرب جديدة ضد السويد.
بحلول نهاية العام 1663، عبر ملك الكومنولث نهر الدنيبر وغزا القطاع الأيسر من أوكرانيا. استسلمت معظم البلدات التي عبرها الملك دون مقاومة، لكن حصار غلوخيف في شهر يناير كان فاشلًا ومكلفًا جدًا، وعانى الملك أيضًا من إخفاق آخر في نوفغورود سيفيرسكي، لذا كانت حملته الأوكرانية مخيبة للآمال. تمكنت قوات ليتوانيا في الصيف من هزيمة قوات خوفانسكي الغازية قرب فيتيبسك، لكن حملات العام 1664 عموماً كانت فاشلة.
استمرّت مفاوضات السلام من عام 1664 وحتى شهر يناير من عام 1667، عندما اضطر البولنديون والليتوانيون إلى توقيع معاهدة أندروسوفو جراء الحرب الأهلية. وبموجب تلك المعاهدة، تنازل الكومنولث البولندي الليتواني عن حصن سمولنسك لروسيا وجزء من أوكرانيا واقعٍ على الضفة اليسرى لنهر الدنيبر (يشمل كييف)، بينما احتفظ الكومنولث بالقطاع الأيمن من أوكرانيا.
لم تسهم الحرب في إحداث تغيرات حدودية فحسب، بل أحدثت تغيرات كبرى في الجيش الروسي. كان جيش روسيا سابقًا جيشًا نصف دائم ولا تُحرك قطعه العسكرية بشكل دائم، لكن بعد الصراع، تحوّل جيش روسيا لجيش دائم، ما مهّد الطريق للانتصارات العسكرية الروسية في عهدي القيصر بطرس الأمبر والإمبراطورة كاترين الثانية.

## وصلات خارجية
- الحرب الروسية البولندية (1654–1667)
- وراثة بولندا والحروب الروسية